# NHL Hitz Pro
NHL Hitz Pro est un jeu vidéo de hockey sur glace sorti en 2003 sur GameCube, PlayStation 2, Xbox.

## Accueil
- Electronic Gaming Monthly : 8/10[1]